# متلازمة مكجيليفري
متلازمة مَكجيليفري هي متلازمة نادرة تتميز بشكل أساسي بعيوب قلبية، وتشوّهات في الجمجمة والوجه، وأعضاء تناسلية ملتبسة. تشمل أعراض متلازمة مَكجيليفري عيب الحاجز البطيني، وبقاء القناة الشريانية مفتوحة، وصغر حجم الفك، وخصيتان غير نازلتان، وأصابع وتراء. إلى جانب الأعراض آنفة الذكر، قد يطوّر المرضى مزيدًا من الأعراض التي تتعلق ببنية العظام وتشكّلها.
متلازمة ماكغليفراي هي عيب ولادي، يلحتم مفصل واحد أو أكثر بين عظام جمجمة الطفل قبل الأوان، أي قبل أن يتطوّر دماغ الطفل بالشكل الكامل. عندما يعاني الطفل من تعظم الدروز الباكر، لا يستطيع دماغه أن ينمو في شكله الطبيعي ويبدو الرأس مشوهًا. يمكن أن يؤثر هذا العيب على واحد أو أكثر من المفاصل في جمجمة الطفل. عادةً ما ينطوي علاج مَكجيليفري على جراحة لفصل العظام الملتحمة. في حال عدم وجود خلل في الدماغ، تتيح الجراحة لدماغ الطفل بالنمو والتطور ضمن حيّز كافي.

## الأعراض
تتكوّن جمجمة الطفل من سبع عظام. لا تلتحم عادةً هذه العظام حتى سن الثانية تقريبًا، ما يمنح دماغ الطفل الوقت الكافي للنمو. تسمّى المفاصل بين عظام الجمجمة الدروز القحفية، وهي عبارة عن أنسجة ليفية متينة، تربط هذه العظام معًا. في الجزء الأمامي من جمجمة الطفل، تتقاطع الدروز في بقعة لينة كبيرة (اليافوخ) أعلى رأس الطفل. عادةً تبقى الدروز مرنة حتى تلتحم العظام. قد لا تكون علامات تعظم الدروز الباكر ملحوظة عند الولادة، ولكنها تصبح واضحة خلال الأشهر القليلة الأولى من حياة الطفل. تختلف الأعراض اعتمادًا على نوع التعظّم الباكر للدروز. إذ يوجد التحام العظام السهمي (تزورق الرأس أو الرأس الزورقي). في هذا النوع يُجبر الاندماج المبكر للدروز في الجزء العلوي من رأس الطفل (الدرز السهمي) الجمجمة على النمو بشكل طويل وضيّق، بدلًا من النمو بالعرض. ويعد تزورق الرأس النوع الأكثر شيوعًا من تعظم الدروز الباكر. ويطلق على الآخر تعظّم الدروز الباكر الإكليلي (رأس وارب أمامي). قد يؤدي الاندماج المبكر للدرز الإكليلي (هو الدرز الذي يمتد من كل أذن إلى الدرز السهمي أعلى الرأس) إلى إجبار جبين الطفل على التسطح في الجانب المصاب. قد يسبّب ما سبق ارتفاع تجويف العين وانحراف الأنف وميلان القحف. تعظّم الدروز الباكر ثنائي الإكليل (قصر الرأس) عندما يندمج كلا الدرزان الإكليليّان قبل الأوان، قد يكون للطفل حاجبين وجبهة مسطحة ومرتفعة.

## التشخيص
بالتأكيد يبدأ الأطباء بالفحص الفيزيائي، إذ يتفقّدون رأس الطفل بحثًا عن أي تشوهات مثل خطوط الدروز وينظرون إلى تشوهات الوجه. يُستخدَم التصوير المقطعي المحوسب لمسح جمجمة الطفل. يستدلّ الأطباء على تعظّم الدروز الباكر من خلال غياب الدروز وعدم القدرة على جسّها. يمكن استخدام الأشعة السينية أيضًا لقياس الأبعاد الدقيقة لجمجمة الطفل، باستخدام تقنية تسمى أشعة الرأس الجانبية أو «سيفالوميتريك».
تُجرى الاختبارات الجينية إذا اشتبه الطبيب أن تشوّه جمجمة الطفل ناتج عن متلازمة وراثية كامنة، في هذه الحالة يساعد الاختبار الجيني في تحديد المتلازمة. تتطلب الاختبارات الجينية عادةً عينة دم. اعتمادًا على نوع الشذوذ المشتبه فيه، قد يأخذ الطبيب عينة من شعر الطفل أو جلده أو أنسجة أخرى، مثل الخلايا من الوجه الداخلي للخد، ثمّ تُرسَل العينات إلى المختبر لتحليلها.

## العلاج
العلاج الرئيسي هو الجراحة لمعظم الأطفال. يختلف نوع الجراحة التي سيخضعون لها اعتمادًا على العمر والقوّة البدنية. السبب الرئيسي لإجراء الجراحة هو تخفيف الضغط على الدماغ، وإيجاد مساحة كافية لتطوّر الدماغ ونموه. ومن شأنها بالتأكيد تحسين مظهر الرضيع.
الخيار الأول هو الجراحة التقليدية. يقوم الجرّاح أثناء الجراحة بصنع شق في فروة رأس الطفل وعظام الجمجمة، وإعادة تشكيل الجزء المصاب. تستخدم في بعض الأحيان الألواح والبراغي، التي غالبًا ما تكون مصنوعة من مادة تُمتَص بمرور الوقت، لتثبيت العظام في مكانها. عادةً ما تستغرق الجراحة ساعات، وتُجرى تحت التخدير العام.
يبقى الطفل في المستشفى لمدة ثلاثة أيام على الأقل بعد الجراحة. قد يحتاج بعض الأطفال إلى جراحة ثانية في وقت لاحق، لأن تعظم الدروز الباكر يتكرر. وغالبًا ما يحتاج الأطفال الذين يعانون من تشوهات الوجه إلى عمليات جراحية مستقبلية لإعادة تشكيل وجوههم.
الخيار الآخر هو الجراحة التنظيرية. هذا النوع من الجراحة الأقل اجتياحًا ليس خيارًا متاحًا للجميع. ولكن في حالات معينة، قد يستخدم الجراح منظار داخلي، يُدخَل من خلال شق أو شقيّن صغيرتين في فروة الرأس فوق الدرز المصاب. يفتح الجراح بعد ذلك الدرز لتمكين دماغ الطفل من النمو بشكل طبيعي. عادةً ما تستغرق الجراحة بالمنظار حوالي ساعة، وبالطبع التورم وفقدان الدم أقل بكثير من الجراحة التقليدية، وتقتصر مدة الإقامة بالمستشفى على يوم واحد بعد الجراحة.